# Štěpán Vrubl
Štěpán Vrubl (Ostrava, 8 giugno 1976) è un ex cestista ceco.
Alto 186 cm, giocava come playmaker.

## Carriera
Con la Rep. Ceca ha disputato i Campionati europei del 2007.

## Palmarès
- Coppa della Repubblica Ceca: 1

Opava: 1999